# Alemania Occidental en los Juegos Paralímpicos de Heidelberg 1972
Alemania Occidental estuvo representada en los Juegos Paralímpicos de Heidelberg 1972 por un total de 75 deportistas, 52 hombres y 23 mujeres.

## Medallistas
El equipo paralímpico obtuvo las siguientes medallas:
| Nombre                                                         | Deporte                    | Evento                                                  |
| -------------------------------------------------------------- | -------------------------- | ------------------------------------------------------- |
| Oro                                                            |                            |                                                         |
| Mayer                                                          | Atletismo                  | 60 m silla de ruedas 1A femenino                        |
| Mayer                                                          | Atletismo                  | Eslalon 1A femenino                                     |
| Mayer                                                          | Atletismo                  | Disco 1A femenino                                       |
| Ruth Lamsbach                                                  | Atletismo                  | Pentatlón 2 femenino                                    |
| Marga Floer                                                    | Atletismo                  | Pentatlón 4 femenino                                    |
| Edund Weber                                                    | Atletismo                  | Disco 1A masculino                                      |
| Edund Weber                                                    | Atletismo                  | Jabalina 1A masculino                                   |
| Edund Weber                                                    | Atletismo                  | Peso 1A masculino                                       |
| Baumgartner                                                    | Atletismo                  | 60 m silla de ruedas 1B masculino                       |
| Meikes                                                         | Atletismo                  | Eslalon 4 masculino                                     |
| Kleinjans                                                      | Atletismo                  | Jabalina 3 masculino                                    |
| W. Flach                                                       | Atletismo                  | Jabalina 4 masculino                                    |
| Horst Gotthelf                                                 | Atletismo                  | Peso 5 masculino                                        |
| Elbracht E. Hammel                                             | Dartchery                  | Dobles clase abierta masculino                          |
| Becker Schaede                                                 | Dartchery                  | Dobles clase abierta mixto                              |
| Dieter Leicht Hübenthal Maul                                   | Esgrima en silla de ruedas | Florete por equipos novel masculino                     |
| Mayerhofer                                                     | Natación                   | 25 m braza 1A femenino                                  |
| Fritz Krimmel                                                  | Tenis de mesa              | Individual 3 masculino                                  |
| R. Börstler G. Laner                                           | Tenis de mesa              | Dobles 1B masculino                                     |
| Equipo                                                         | Tenis de mesa              | Equipo 2 masculino                                      |
| Equipo                                                         | Tenis de mesa              | Equipo 3 masculino                                      |
| Liebrecht                                                      | Tiro con arco              | Ronda St. Nicholas tetraplejia femenino                 |
| E. Hammel                                                      | Tiro con arco              | Ronda FITA clase abierta masculino                      |
| R. Schmidberger                                                | Tiro con arco              | Ronda St. Nicholas paraplejia masculino                 |
| Steiner                                                        | Tiro con arco              | Ronda St. Nicholas tetraplejia masculino                |
| Willi Brinkmann Elbracht E. Hammel                             | Tiro con arco              | Ronda FITA por equipos clase abierta masculino          |
| Busch F. Herrmann R. Schmidberger                              | Tiro con arco              | Ronda St. Nicholas por equipos paraplejia mixto         |
| Konkel Liebrecht Steiner                                       | Tiro con arco              | Ronda St. Nicholas por equipos tetraplejia mixto        |
| Plata                                                          |                            |                                                         |
| Andres                                                         | Atletismo                  | Disco 1B femenino                                       |
| Andres                                                         | Atletismo                  | Peso 1B femenino                                        |
| Waltraud Hagenlocher Rita Laux Martina Tschötschel Elke Wenzel | Atletismo                  | 4 × 40 m clase abierta femenino                         |
| Schmicking                                                     | Atletismo                  | Eslalon 2 masculino                                     |
| Schmicking                                                     | Atletismo                  | Pentatlón 2 masculino                                   |
| Johann Schuhbauer                                              | Atletismo                  | Peso 4 masculino                                        |
| Heinz Simon                                                    | Atletismo                  | Pentatlón 3 masculino                                   |
| W. Flach                                                       | Atletismo                  | Pentatlón 4 masculino                                   |
| Lenzko                                                         | Esgrima en silla de ruedas | Florete individual novel femenino                       |
| Hübenthal                                                      | Esgrima en silla de ruedas | Florete individual novel masculino                      |
| Mayerhofer                                                     | Natación                   | 25 m espalda 1A femenino                                |
| Liebrecht                                                      | Natación                   | 25 m espalda 1B femenino                                |
| Peter Olbrich                                                  | Natación                   | 75 m estilos 3 masculino                                |
| Heinz Simon                                                    | Tenis de mesa              | Individual 3 masculino                                  |
| Konkel Sackerer                                                | Tenis de mesa              | Dobles 1A masculino                                     |
| Wolfgang Koch Steiner                                          | Tenis de mesa              | Dobles 1B masculino                                     |
| Konkel                                                         | Tiro con arco              | Ronda St. Nicholas tetraplejia masculino                |
| Bronce                                                         |                            |                                                         |
| Rita Laux                                                      | Atletismo                  | 60 m silla de ruedas 5 femenino                         |
| Andres                                                         | Atletismo                  | 60 m silla de ruedas 1B femenino                        |
| Gisela Hermes                                                  | Atletismo                  | Eslalon 5 femenino                                      |
| R. Zeyher                                                      | Atletismo                  | 60 m silla de ruedas 1B masculino                       |
| R. Zeyher                                                      | Atletismo                  | Peso 1B masculino                                       |
| R. Zeyher                                                      | Atletismo                  | Pentatlón 1B masculino                                  |
| Tullius                                                        | Atletismo                  | Disco 1B masculino                                      |
| Johann Schuhbauer                                              | Atletismo                  | Jabalina 4 masculino                                    |
| Wolfgang Koch                                                  | Atletismo                  | Jabalina 1B masculino                                   |
| Moll                                                           | Atletismo                  | Pentatlón 5 masculino                                   |
| W. Flach Neikes Schaupp Johann Schuhbauer                      | Atletismo                  | 4 × 60 m clase abierta masculino                        |
| Willi Schneider                                                | Esgrima en silla de ruedas | Florete individual masculino                            |
| Dieter Leicht                                                  | Esgrima en silla de ruedas | Florete individual novel masculino                      |
| Hans-Joachim Boehm Willi Schneider Hübenthal Juhlke            | Esgrima en silla de ruedas | Florete por equipos masculino                           |
| D. Weber                                                       | Natación                   | 25 m braza 2 femenino                                   |
| D. Weber                                                       | Natación                   | 25 m espalda 2 femenino                                 |
| Hans Lübbering                                                 | Natación                   | 25 m espalda 1A masculino                               |
| Peter Olbrich                                                  | Natación                   | 50 m libre 3 masculino                                  |
| Hans Lübbering Edund Weber                                     | Tenis de mesa              | Dobles 1A masculino                                     |
| Becker                                                         | Tiro con arco              | Ronda Western corta clase abierta femenino              |
| Busch                                                          | Tiro con arco              | Ronda St. Nicholas paraplejia masculino                 |
| Bruckner W. Flach Spilger                                      | Tiro con arco              | Ronda Western corta por equipos clase abierta masculino |